# معركة موثول
وقعت معركة موثول سنة 109 ق.م في إطار حرب يوغرطة الطويلة ضد روما، وكانت من أهم المواجهات التي سجّلها المؤرخ سالوست في كتابه. قاد الجيش النوميدي الملك يوغرطة بنفسه مع الجنرال بوميلكار أما الرومان فكانوا تحت قيادة القنصل كوينتوس كايسيليوس متيلوس، يساعده الضابط بوبليوس روتيليوس روفوس، والقائد الصاعد غايوس ماريوس. جرت المعركة في منطقة جبلية وعرة قرب نهر موثول شرق نوميديا.
قاد القنصل الروماني كوينتوس كايسيليوس متيلوس جيشَه عبر أرضٍ وعرةٍ قليلة الماء، بينما كان يوغرطة يترصّد طريقه ويبحث عن موضعٍ يفرض فيه شروط القتال. اختار الملك النوميدي سفحًا مشجَّرًا منخفض الأشجار يوازي خطّ مسير الرومان، فمدّ صفوفه عليه في امتدادٍ طويل يصعب تمييزه للعين بسبب الغطاء النباتي والتنكر، وجعل الصفوة من مشاته و فرسانه أقرب إلى حافة الجبل ليملك المبادرة من أعلى. في الوقت نفسه سلّم قيادة الفيلة وجزءًا من المشاة إلى قائده بوميلكار، وهي قوة خصّصها للضغط عند النهر وحول مكان المعسكر المتوقع. هكذا رتب يوغرطة كمينًا مزدوجًا: نيرانًا من العلوّ تُربك المسير، وكتلةً ضاغطةً عند مجرى الماء تقطع على الرومان منبع الحياة في هذا القيظ.

## خطة يوغرطة
اعتمد يوغرطة خطة كمين مدروسة: وزّع قواته في طول السفوح وأخفى رجالاً بين الأشجار، بحيث يهاجمون الرومان من الأعلى بالرماح والسهام، بينما أوكل إلى بوميلكار قيادة الفيلة والمشاة للضغط على الرومان عند النهر وقطع المورد الحيوي عنهم. كما اعتمد على فرسان نوميديا في شنّ هجمات كرّ وفرّ على الأجنحة والمؤخرة، لإجبار الرومان على التشتت ومنعهم من القتال في تشكيلاتهم النظامية.

## المعركة
وقع اللقاء قرب نهر موثول، في أرض جبلية مشجّرة قليلة الماء، وهو ما جعل السيطرة على موارد الماء عاملاً أساسياً، حين دخل الجيش الروماني الممرات، وجد نفسه في وضع حرج. انهمرت المقذوفات من المرتفعات، وفي الوقت نفسه باغت فرسان يوغرطة مؤخرة الجيش، فاضطر متيلوس إلى إعادة تنظيم الصفوف سريعاً، فجعل روتيليوس ينطلق بقوة نحو النهر ليؤمّن موضع المعسكر ويمنع بوميلكار من السيطرة على الماء، بينما أبقى ماريوس في موقع احتياط للتدخل عند الحاجة. واصل يوغرطة إشرافه المباشر، متنقلاً بين الفرق ومشدداً على رجاله الاستمرار في إنهاك العدو، فيما نفّذ بوميلكار هجماته عند ضفة النهر مستخدماً الفيلة كقوة صادمة. غير أن طبيعة الأرض خانت النوميديين، إذ علقت الفيلة بين الأشجار وتفرّقت، الأمر الذي أضعف أثرها وأفسح المجال لروتيليوس وجنوده للسيطرة على المورد ودفع قوات بوميلكار إلى التراجع.
في الوقت نفسه ظلّت المعركة على السفح محتدمة، إذ واصل فرسان يوغرطة تشتيت الرومان بهجمات خاطفة، لكن متيلوس تمكّن عبر حذر وانضباط من دفع كتائب مختارة إلى المرتفع، فانتزعوا موقعاً مهماً وأجبروا النوميديين على التراجع مع حلول المساء. وعلى الرغم من أن الرومان استعادوا تماسكهم، فإنهم تكبدوا خسائر ثقيلة ولم يحققوا النصر، واضطروا إلى التوقف عن التقدم وإعادة ترتيب قواتهم عند النهر ثم تراجعوا. أما يوغرطة فقد انسحب من الميدان دون أن يتعرض لانهيار في قواته، محتفظاً بقدرته على مواصلة حرب المناورة.

## النتيجة
إنتهت المعركة بنصر إستراتيجي للنوميديين. فعلى الرغم من أن الجيش الروماني بقي متماسكاً بفضل حذر متيلوس، إلا أنّه عجز عن الحسم وتكبّد خسائر كبيرة و أجبرهم يوغرطة على التراجع.